# 阿爾河

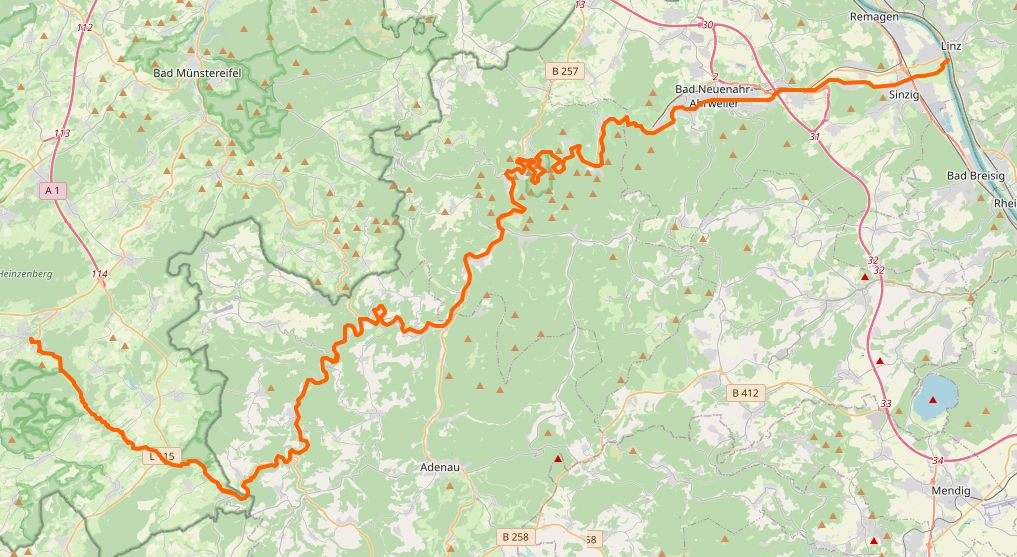
Map

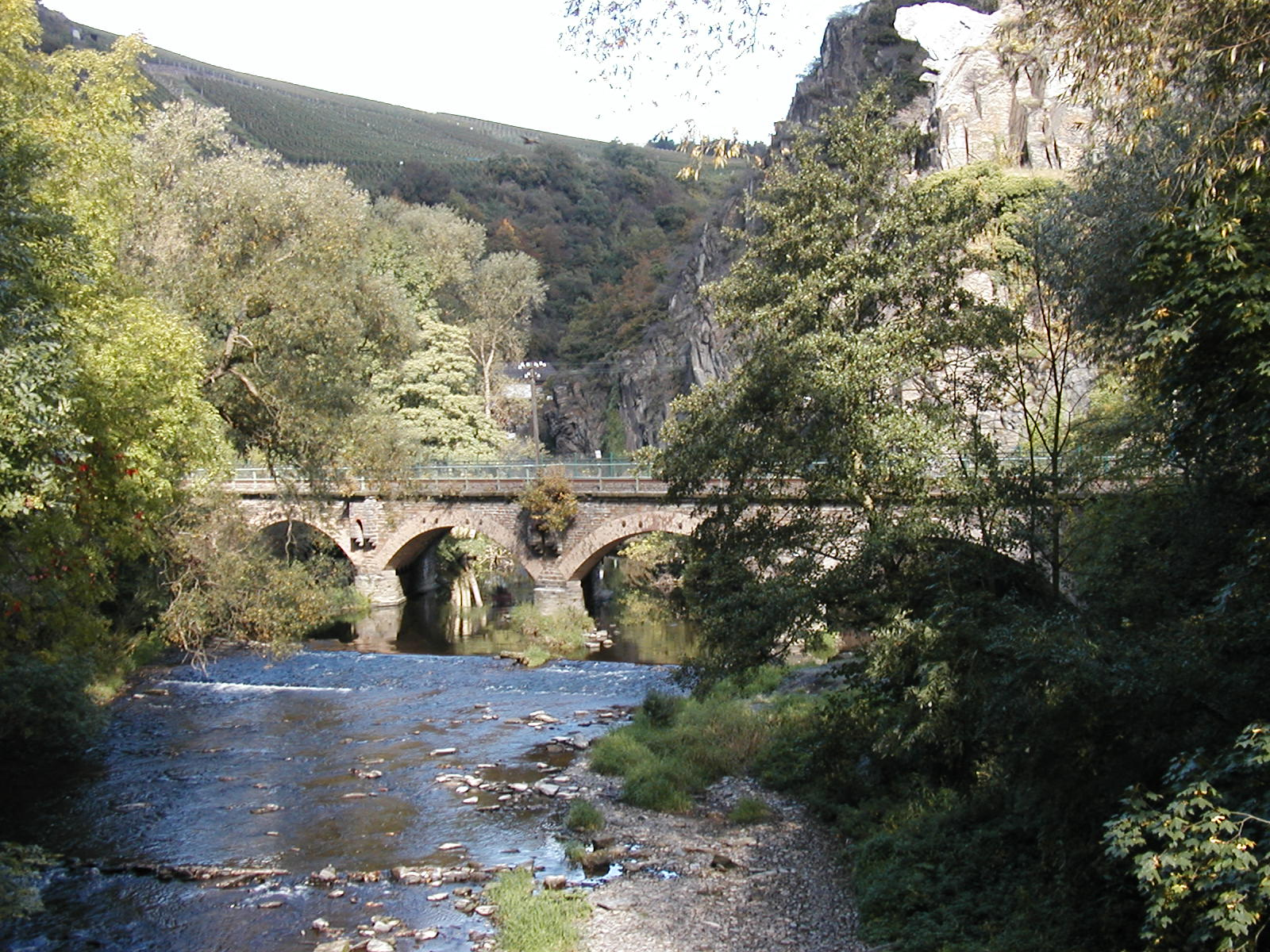
Bridge

阿爾河（德語：Ahr）是德國的河流，屬於萊茵河的左支流，發源自布蘭肯海姆，河口處在雷馬根，河道全長89公里，流域面積900平方公里，平均流量每秒8.9立方米。

## 外部連結
- AhrtalGuide.com[] Pictures of this region （德文）
- Ahr  2000  （页面存档备份，存于） （德文）